# Albero genealogico

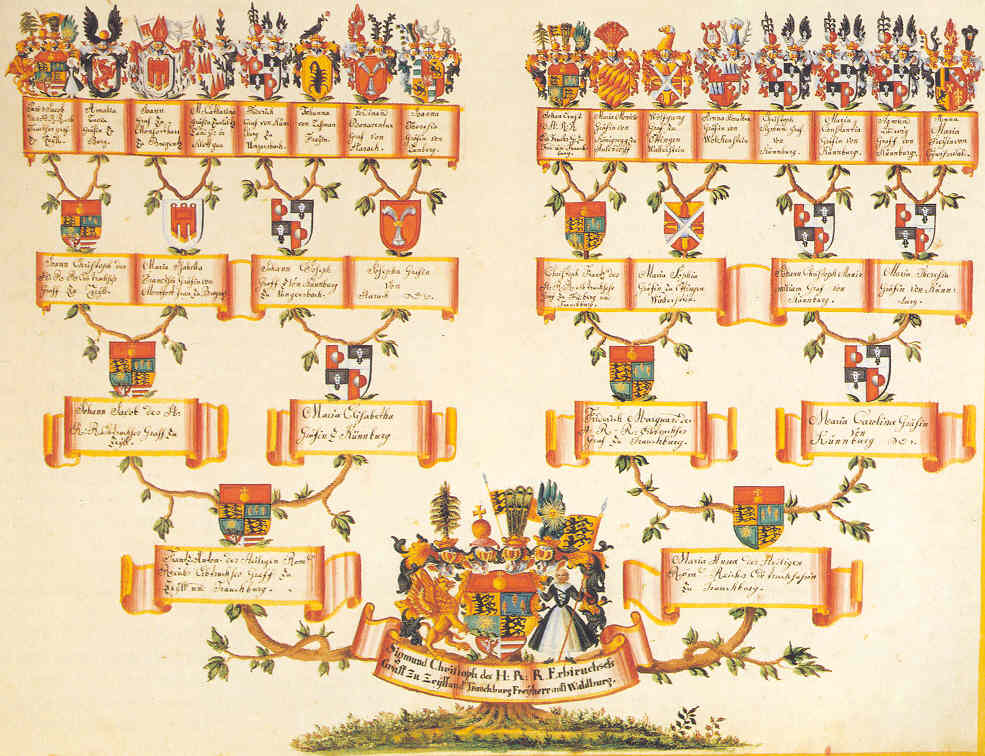
Esempio di albero genealogico della famiglia di Sigmund Christoph von Waldburg-Zeil-Trauchburg

L'albero genealogico è generalmente l'elenco completo degli antenati, o più specificamente, un grafico utilizzato nella genealogia per mostrare i rapporti familiari tra individui. Non sempre è facile risalire cronologicamente agli antenati in assenza di documentazione accertata. Nelle ricerche private il "di" e il "fu", che precede il nome del genitore, vivo o defunto, permette di risalire più facilmente all'antenato che precede il nominativo conosciuto.
Le grafiche che rappresentano gli alberi genealogici sono disparate e molteplici e spesso le diramazioni molto estese richiedono un'elaborazione che non sempre è contenibile nei formati cartacei tradizionali.
Abitualmente l'albero genealogico viene realizzato utilizzando delle caselle, quadrate per i maschi e circolari per le femmine, contenenti i nomi di ciascuna persona, spesso corredati di informazioni aggiuntive, quali luogo e data di nascita e morte, in alcuni casi inserendo l'occupazione o la professione. Tali simboli, disposti dall'alto verso il basso in ordine cronologico, sono connessi da vari tipi di linee che rappresentano i matrimoni e unioni extraconiugali e la discendenza.
In alcuni casi, se non è possibile ad esempio inserire un grafico, è possibile descrivere gli antenati di una persona utilizzando una tavola genealogica. Inoltre, uno dei modi più semplici e veloci per creare un albero genealogico è quello di utilizzare dei modelli.